# キム・ヨンエ
キム・ヨンエ（金姈愛、김영애、1951年5月26日 - 2017年4月9日）は、大韓民国の女優。大韓民国を代表する女優の1人だった。ドラマ『太陽を抱く月』で、主人公の祖母及び悪役である大王大妃を演じたことで知られている。

## 経歴
釜山女子商業高校卒業後、1970年にMBC公採タレントとしてデビュー。
時が経つ毎に、テレビドラマや映画の出演が増えた。女優として活動する一方で、化粧品会社「チャムトウォン」の社長に就任したが、自身が開発する泥パックに重金属が混入していた疑惑が問われ、会社は倒産に追い込まれたのち、夫と離婚する。その後、化粧品の成分は有害性がないと証明されたが、不遇な人生を過ごすこととなった。
2012年のテレビドラマ「太陽を抱く月」の撮影最中に膵癌を宣告され、闘病しながら、撮影を続けた。2017年のテレビドラマ『月桂樹洋服店の紳士たち』に病状が悪化し、途中降板した。後に同作は遺作となった。
2017年に、ソウル市内のセブランス病院で膵癌の再発のため、死去。享年65歳。

## 主な出演作品

### テレビドラマ
- 捜査班長（MBC、1972年） - 警察官 役
- 閔妃（MBC、1974年） - 明成皇后 役
- 江南家族（MBC、1974年） - 次女 役
- 後悔します（MBC、1977年-1978年） - ハン・ヘス 役
- 青春の罠（MBC、1978年） - ノ・ヨンジュ 役
- 夜想曲（MBC、1981年）
- イ・シムの秘訣（MBC、1981年） - イ・シム 役
- 風雲（KBS、1982年） - 明成皇后 役
- 根の深い木（MBC、1983年） - 昭憲王后 役
- 母の部屋（MBC、1985年） - ハン・ヘシル 役
- 人生写真（MBC、1987年） - アリム 役
- スンシム（KBS、1988年）
- 日の出（KBS、1989年）
- ワンルン一家（KBS、1989年）
- 氷点（KBS、1990年）
- 私たちが愛する罪人（KBS、1990年） - イ・ジョンエ 役
- カササギの嫁（MBC、1991年） - チュ・ヘリョン 役
- あなたのいない幸せとは（MBC、1993年） - ヘスン 役
- あなたが恋しい時（KBS、1993年-1994年） - ヒョンジュ 役
- 愛の香り（SBS、1994年） - ミョンヒ 役
- 砂時計（SBS、1995年） - パク・テスの母 役
- 妖婦　張禧嬪（SBS、1995年） - 荘烈大王大妃 役
- 金持ち友人（SBS、1996年） - キム・ジョンジャ 役
- 報告します（KBS、1996年） - 女軍学校長大佐 役
- 兄弟の川（SBS、1996年） - イ・スンレ 役
- 愛するなら（MBC、1996年） - ソル・オクスン 役
- 地平線を超えて（SBS、1996年-1997年） - ソ・ブヨン 役
- あなただけなのに（SBS、1997年） - ヤンジャ 役
- ウェディングドレス（KBS、1997年-1998年） - シン・ジョンジャ 役
- 野望の伝説（KBS、1998年） - シン・オクジュ 役
- 白夜3.98（SBS、1998年） - ホン・ヨンスク 役
- 愛してごめんなさい（KBS、1998年） - ユ・スンヒ 役
- 大王の道（MBC、1998年） - 淑嬪チェ氏 役
- 愛の群像（MBC、1999年） - チョン・ジンスク 役
- 涙（SBS、1999年） - キム・ヒョンスク 役
- 愛してる?（KBS、1999年-2000年） - オ・ミョンジュ 役
- 怒った顔に振り返る（KBS、2000年） - ト・フンモ 役
- 女子万歳（SBS、2000年） - ダ・ヨンモ 役
- 愛は誰でも一つ（MBC、2000年） - ユン・ボクシム 役
- タンポポ（KBS、2000年） - カン・ヘスン 役
- 私たちは他人ですか？（KBS、2001年） - イ・ジャギョン 役
- 今は恋愛中（SBS、2002年） - ホジョンの母 役
- ライバル（SBS、2002年） - ホン・ジュギョン 役
- 張禧嬪［チャン・ヒビン］（KBS、2002年） - 明聖大妃 役
- ラブレター（MBC、2003年）- イム・キョンウン 役
- ファン・ジニ（KBS、2006年）- ペク・インム 役
- 私の男の女（SBS、2007年）- シン・オクプン 役
- ATHENA -アテナ-（SBS、2010年）- チェ・ジニ 役
- ロイヤル・ファミリー（MBC、2011年）- コン・スンホ 役
- 天上の花園（Channel A、2011年）- チョ・ファヨン 役
- 太陽を抱く月（MBC、2012年）- 大王大妃ユン氏 役
- わが愛しの蝶々夫人（SBS、2012年-2013年）- イ・ジョンエ 役
- メディカルトップチーム（MBC、2013年）- シン・ヘス 役
- LIAR GAME (韓国版)（tvN、2014年）- ウ・ジンモ 役
- 美女の誕生（SBS、2014年）- コ・スンドン 役
- キルミーヒールミー（MBC、2015年）- ソ・テイム 役
- 魔女宝鑑 〜ホジュン、若き日の恋〜（JTBC、2016年）- 大妃ユン氏（文定王后） 役
- ドクターズ〜恋する気持ち〜（SBS、2016年）- カン・マルスン 役
- 月桂樹洋服店の紳士たち～恋はオーダーメイド！～（KBS、2016年-2017年）- チェ・ゴッチ 役

### 映画
- 深い夜に突然（1981年）- ソンヒ 役
- 私が愛した（1982年）- カン・ヘイン 役
- 愛する子供たち（1984年）- ユギョン 役
- 冬の旅人（1986年）- キム・ヨンスク 役
- 危機の女（1987年）- アリ 役
- 燕山日記（1988年）- 廃妃尹氏 役/パク氏夫人 役
- グッバイ・マザー（2009年）- チェ・ヨンヒ 役
- 殺人の告白（2012年）- ハン・ジス 役
- 弁護人（2013年）- パク・スネ 役
- 明日へ（2014年）- スルレ 役
- 許三観（2015年）- キム・ファマ 役
- オペレーション・クロマイト（2016年）- ナ・ジョンソン 役（特別出演）
- パンドラ（2016年）- ソク女史 役

### バラエティ
- 家族娯楽館 - 1996年ゲスト出演

## 広告
- オットギ - 1986年-1993年出演
- 東国製薬 - 2000年出演

## 受賞歴
- 1989年KBS演技大賞 - 女子最優秀演技賞
- 1996年KBS演技大賞 - 女子最優秀演技賞
- 1997年百想芸術大賞 - テレビ部門女演技賞
- 1999年SBS演技大賞 - 女子最優秀演技賞
- 2017年百想芸術大賞 - 功労賞
- 2017年KBS演技大賞 - 功労賞